# Shōta Kaneko
Shōta Kaneko (金子 翔太?, Kaneko Shōta; Shizuoka, 2 maggio 1995) è un calciatore giapponese, attaccante del Fujieda MYFC.

## Carriera
Il 14 luglio 2021, dopo 5 cinque anni, lascia lo Shimizu S-Pulse per trasferirsi in prestito al Júbilo Iwata.

## Palmarès

### Club

#### Competizioni nazionali
- J2 League: 1

Júbilo Iwata: 2021